# Metaleptobasis lillianae
Metaleptobasis lillianae – gatunek ważki z rodziny łątkowatych (Coenagrionidae). Występuje na terenie Ameryki Południowej.